# Grupptänkande
Grupptänkande (engelska: groupthink) är ett begrepp ursprungligen myntat av den amerikanska socialpsykologen Irving Janis, och är ett psykologiskt fenomen som kan inträffa i en grupp då medlemmarna i gruppen värdesätter konformitet och viljan att uppnå enighet högre än ett kritiskt förhållningssätt till sina egna idéer. Gruppmedlemmarna har ett starkt kritiskt förhållningssätt till idéer som inte överensstämmer med gruppens.
Grupptänkandet förkroppsligas genom att medlemmarna i en grupp avstår från att bryta mot rådande värderingar eftersom de önskar bibehålla den sammansvetsade andan som har skapats. Medlemmarna undviker att bringa invändningar mot förslag som genomsyras av gruppens grundläggande synsätt eftersom de känner att det skulle vara illojalt mot gruppen.
Man strävar efter att uppnå konsensus till en så pass hög grad att gruppmedlemmarna är beredda att åsidosätta realistiska värderingar och när detta sker får personerna ett skevt förhållande till verkligheten. Oviljan att framföra kritik medför att en omedveten censur blir inbyggd i gruppen.
Grupptänkande kan få stora konsekvenser, eftersom besluten som tas i en sådan grupp kan bli väldigt dåliga. Det mest kända exemplet är USA:s invasion av Grisbukten, vilken behandlas nedan. Forskning om grupptänkande är viktigt inom arbetspsykologin, där ökad kunskap kan ge viktiga bidrag för exempelvis hur arbetslag ska sammansättas för att ge bra resultat och inte drabbas av grupptänkande. Motsatsen till grupptänkande är kollektiv intelligens.

## Förutsättningar och symptom
Förutsättningar för att en grupp ska utveckla grupptänkande är:
- Homogent sammansatt grupp.[5] Gruppen ska även vara "sammanhängande" (engelska "cohesive"), där medlemmarna är vänligt inställda mot varandra, och ser diskussioner som hot mot vänskapen snarare än kritisk insikt[3].
- Gruppen är isolerad från sin omgivning.[5]
- Gruppen upplever hot,[5] alternativt är i en komplicerad situation med exempelvis tidspress eller där mycket står på spel[3].
- Gruppen har brister i organisation och ledarskap[5]. En ledare som upplevs vara insiktsfull i den aktuella situationen kan också vara en bidragande faktor[3].

Symptomen av grupptänkande kan sammanfattas:
- Överskattning av gruppens förmågor och moral. Gruppen tenderar att tro att besluten är bättre än de i själva verket är och anser att man på grund av sin höga moral inte behöver fundera kring etiska konsekvenser av besluten.[5]
- Trångsynthet. Gruppen negligerar varningssignaler och utomstående källor betraktas som mindre trovärdiga.[3] Detta kan även bero på att man skaffar sig en fördomsfull bild av sina motståndare.[5]
- Tryck på konformitet. Gruppen försöker hålla fast vid enade åsikter. Gruppmedlemmarna självcensurerar sig och man anser att tystnad innebär bifall. Detta kan leda till åsiktsvakter som försöker hålla obehaglig information borta från gruppen[5] och speciellt från ledaren[3].

I en grupp i tillstånd av grupptänkande är beteendena omedvetna och man upplever sina egna föreställningar som en påtaglig verklighet, när det egentligen rör sig om fantasier.

## Förebyggande av negativa grupptänkandet
För att organisationer ska släppa tanken om den överdrivna strävan efter enighet i en grupp är det viktigt att de ser upp för det farliga grupptänkandet, den så kallade sjukdomsbilden. Sätt att kringgå detta är användandet av ett ledarskap som uppmuntrar ett kritiskt förhållningssätt till idéer och förslag. Att påpeka att det är till organisationens fördel att våga tänka annorlunda och framföra egna åsikter, samt belysa att det är bra om medlemmarna kommer från olika bakgrunder och har olika erfarenheter. Avgörande för att vända ett negativt grupptänkande är att prata igenom och sammansvetsa gruppen och företaget bör redan i ett tidigt stadium tydliggöra vilka visioner företaget har, samt vilka regler, normer och föreställningar som finns.

## Forskning
Det psykologiska fenomenet grupptänkande har intresserat forskare under många år. Forskningen om destruktivt förhållningssätt till tankegångar som uppstår i en grupp är mycket värdefulla att studera för institutioner med politisk inriktning, organisationer, banker m.m. I de fall då grupptänkande uppstår har forskningen påvisat att det uppstår en sorts stolthet av att kunna känna samstämmighet, utan att ha tagit hänsyn till de ”berördas” värderingar. Med andra ord finns det alltså ingen garanti för beslutets värde, dock är det djupet i utvecklingen bakom utslaget som ger kvalité. 

## Exempel på grupptänkande
Ett flertal olika exempel på grupptänkande har presenterats. På engelska Wikipedia finns fler exempel.

### Regalskeppet Vasa
Huvudartikel: Regalskeppet Vasa
Den 10 augusti 1628 gjorde Regalskeppet Vasa sin jungfruresa. Vasa byggdes för att symbolisera Sveriges militära och politiska makt. Stora kostnader för utsmyckning och utrustning lades ner på skeppet, som trots det förliste. Vid stabilitetstestet som sker då skeppet ligger vid kajen insåg man att skeppet var för instabilt och inte skulle klara av att segla i hårdare vind. Gustav II Adolf bortsåg från det och de som var kritiska till byggandet nedtystades. Beslutet att bygga Vasaskeppet kan vara ett exempel på grupptänkande.

### Invasionen av Grisbukten

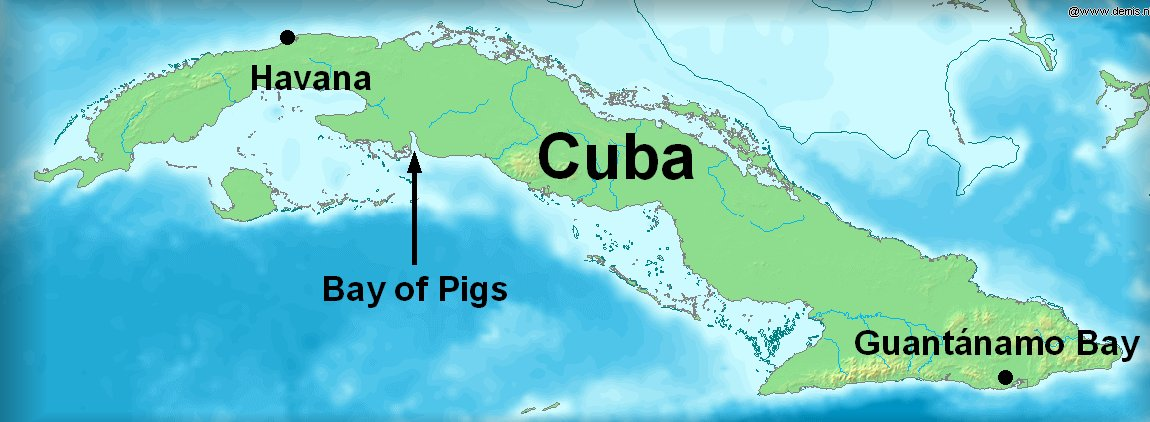
Grisbukten är här markerad med "Bay of Pigs".

Ett av de mest kända exemplen på grupptänkande är när USA 1961 försökte invadera Kuba med 1 400 exilkubaner. Aktionen misslyckades och efter några dagar var styrkan omringad av 20 000 kubanska soldater. De soldater som inte dog i aktionen blev tillbakaskickade till USA efter att USA skickat över bistånd i form av barnmat och mediciner till ett värde av 53 miljoner dollar. Senare forskning av Irving Janis föreslår att grupptänkande i stor utsträckning spelade roll inför invasionen.
Det hävdas att orsaken till misslyckandet var kulturen som utvecklats i den grupp som skulle planera invasionen, vilket förhindrade att man tog till sig nödvändig information. Kulturen präglades av att man kände sig oövervinnerlig och underskattade sin fiende, att man baserade sanningshalten i ett påstående på om man var enig i frågan, ett undertryckande av tvivel, ett socialt tryck som förhindrade att kritisk information uppdagades, samt att man inte skapade några möjligheter att diskutera kritisk information.

### Pearl Harbor

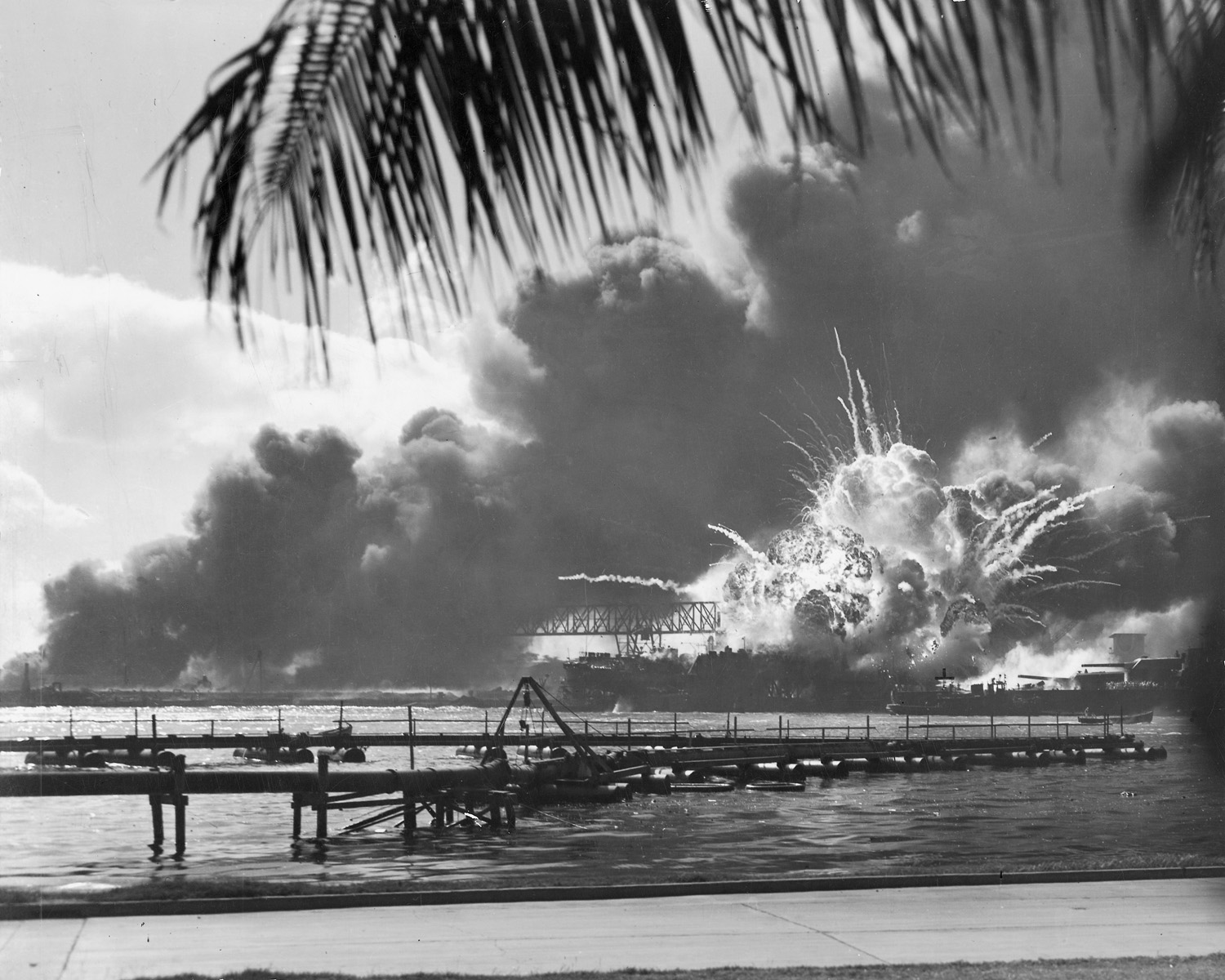
exploderar.

All information i följande stycke är hämtat från den engelska Wikipediaartikeln om Grupptänkande
Den 7 december 1941  attackerades USA av Japan vid Pearl Harbor. Attacken har hävdats vara ett exempel på grupptänkande. Bland annat hade amerikansk underrättelsetjänst innan attacken upptäckt att Japan rustade upp och gjorde sig redo för en offensiv attack. Washington varnade amerikanska officerare vid Pearl Harbor, men varningssignalerna togs inte på allvar. Den amerikanska flottan och armén delade ett flertal uppfattningar som visade sig förödande:
- Japan skulle aldrig våga attackera Pearl Harbor, då det skulle starta ett fullskaligt krig som USA utan tvekan skulle vinna.
- Den amerikanska stillahavsflottan vid Pearl Harbor var i sig alltför avskräckande för Japan att våga attackera.
- Även om Japan skulle skicka sina flygplan för att attackera, så skulle de upptäckas och hinna förgöras i god tid.
- Inget krigsskepp vid Pearl Harbor skulle kunna bli sänkt av torpeder från japanska flygplan.